# Специализиран институт на Франкофонията по администрация и мениджмънт
Специализираният институт на Франкофонията по администрация и мениджмънт (съкр. СИФАМ; на френски: Établissement Spécialisé de la Francophonie pour l'Administration et le Management), известно също като ИФАГ (от съкращението IFAG на оригиналното му наименование на френски), е един от трите института на Университетската агенция на Франкофонията (Agence universitaire de la Francophonie). СИФАМ е институция за висше образование по икономика и мениджмънт, с международно призвание, създаден през 1996 г. Неговата мисия е да обучава бъдещи мениджъри, предприемачи и ръководители на публични и частни организации, с основен приоритетът развитието на страните от региона (Албания, Армения, Азербайджан, Беларус, Босна и Херцеговина, България, Хърватия, Естония, Грузия, Гърция, Унгария, Латвия, Литва, Казахстан, Киргизстан, Косово, Северна Македония, Черна гора, Молдова, Узбекистан, Полша, Чехия, Румъния, Русия, Сърбия, Словакия, Словения, Таджикистан, Туркменистан, Турция, Украйна).
Предлаганите магистърски програми на СИФАМ са акредитирани от френски и белгийски университети. Следователно студентите имат статут на български студент, но са и студенти на университета, който издава дипломата.
Предлаганите магистратури са :
• Мениджмънт и бизнес администрация, Курс с двойна компетентност (Университет в Нант)
• Мениджмънт на устойчиви иновации и дигитализация, (Университет в Лиеж)
• Управление на МСП и туристически райони Архив на оригинала от 2021-04-17 в Wayback Machine. (Университет на Корсика)
• Управление на веригата за доставки (Supply Chain Management) (Университет Париж 2 – Panthéon Assas)
• Международен транспорт, Централна и Източна Европа (Университет Париж 1 – Пантеон Сорбона Архив на оригинала от 2021-09-19 в Wayback Machine.)
Обучението в тези магистратури е с продължителност 1 година.
Единственото изискване за кандидатстване е завършени 4 години университетско обучение.
Една част от преподавелите идват от дипломиращите университети, а друга част са преподаватели и експерти от мрежата на АУФ. През 2020 – 2021 г. в СИФАМ преподават 86 експерти, от които 52 учени, работещи в 26 европейски университета.
СИФАМ предлага и сертифициращи курсове за обучение на професионалисти, във вечерни класове, които могат да се следват дистанционно.
СИФАМ работи по предстоящото откриване на „Франкофонски център за заетост“, чиято цел е да укрепи връзките между академичния свят и професионалистите и да работи за професионалната интеграция на студентите.

## История
Преди създаването на ИФАГ във висшето образование в България се провежда обучение на френски език в следните учебни учреждения:
- Център по френскоезично обучение (Filière francophone de Chimie industrielle) на Химикотехнологичния и металургичен университет в София, с 5-годишно обучение в магистърска степен, създаден през 1992 г.;
- Факултет за френско обучение по електроинженерство (Filière de Génie électrique et d’Informatique) на Техническия университет в София, с 5-годишно обучение в магистърска степен, създаден през 1993 г.;
- Българско-френски център за обучение на управленски кадри „Марком“ с ръководител Бойко Недялков (1993 – 1997), с 2-годишно обучение в магистърска степен (след бакалавърска степен).

Когато през октомври 1993 г. България е приета за пълноправен член на франкофонската общност, президентът Желев внася официално българско предложение за създаване на Франкофонски институт по администрация и управление (Institut Francophone d’Administration et de Gestion) в София.
На 12 декември 1994 г. в Париж е подписана Спогодба за учредяване на Франкофонския институт за администрация и управление в София от министъра на културата Ивайло Знеполски и Мишел Гию, председател на Асоциацията на университетите с цялостно или частично преподаване на френски език, преименувана (1997) в Университетска агенция на Франкофонията.
ФИАУ/IFAG/ е открит през октомври 1996 г. Нова спогодба за дейността на ФИАУ /IFAG/ е подписана в София от министъра на външните работи Соломон Паси и Бутрос Бутрос-Гали, генерален секретар на МОФ, през август 2002 г. Изменението на подписната през август 2002, чрез размяна на ноти е ратифицирано от Народното събрание на Рупублика България на 8 ноември 2019.